# Естонський футбольний зимовий турнір
Естонський футбольний зимовий турнір — футбольне змагання в Естонії, яке проводиться в міжсезоння. Проходить щорічно з 2014 року. Регламент турніру включає груповий турнір. Переможцем турніру вважаються переможці груп.

## Переможці
| Клуб          | Перемоги | Переможні роки |
| ------------- | -------- | -------------- |
| Левадія       | 1        | 2014           |
| Флора         | 1        | 2015           |
| Транс (Нарва) | 1        | 2015           |